# Círculo de Bellas Artes de Valencia
El Círculo de Bellas Artes de Valencia es una entidad cultural privada sin ánimo de lucro de Valencia, España creada en dicha ciudad por un grupo de artistas en 1894 con el objetivo principal de dinamizar la vida cultural y artística de la ciudad a través de sus múltiples actividades. 

## Historia
El Círculo de Bellas Artes de Valencia cuenta ya con más de un siglo de existencia durante el que ha tenido un gran protagonismo en dinamizar la vida cultural y artística valenciana de la ciudad a través de sus múltiples actividades. Fue creado en Valencia por un grupo de Artistas en 1893 que se instalaron en un local de la calle Avellanas. 
La primera Junta Directiva tuvo como presidente a Don Luis Domenech, literato y periodista, para posteriormente relanzarlo el pintor Joaquín Agrasot, verdadero propulsor del Círculo, sin olvidar la labor de Joaquín Sorolla, que en 1912 creó el Grupo “Juventud Artística” al que pertenecieron los principales artistas del momento. 
En 1932 un grupo disidente de esta entidad se agrupó en torno a la “Sala Blava” situada en la calle Redención, que más tarde pasó a constituirse en una entidad de carácter regionalista denominada “Acció d’Art”.
Al estallar la Guerra Civil, la mayor parte de artistas del Círculo de Bellas Artes pasaron a integrarse en la Alianza de Intelectuales en Defensa de la Cultura que tuvo un gran protagonismo como entidad cultural y artística durante los años de guerra. Fue este organismo el encargado de organizar y seleccionar a los artistas que participaron en el Pabellón de la Segunda República Española de París en 1937. Del casi centenar de artistas plásticos seleccionados, el 30 % eran pintores, escultores, dibujantes e incluso artistas falleros valencianos, muchos de los cuales eran socios del Círculo de Bellas Artes de Valencia. Una época de la que vemos obras de Manuel Benedito, Antonio Muñoz Degraín, José Benlliure o Santiago Rusiñol.
La guerra civil española supuso el cierre de la entidad hasta que en 1947 el marqués de Montortal, como nuevo presidente de la entidad lograra su legalización, junto con el Presidente de Honor, Luis Martí, director de la Real Sociedad Económica de Amigos del País, una resurrección en la que participan el Barón de San Petrillo, José Ombuena o Salvador Tuset, así como Felipe Mª Garín y Ortiz de Taranco, entre otros, y se integran obras, entre otros de Ruano Llopis, Mongrell o José Capuz. 
El Círculo de Bellas Artes se instala en los locales de la Plaza de Mariano Benlliure,v 8, antigua plaza de la Pelota, en los locales de “Unión Levantina”, en el antiguo café “El León de Oro”. Un momento en que la hija de Joaquín Sorolla hizo donación de una obra de su padre al Círculo, iniciándose a la vez la recuperación del patrimonio que se encontraba salvaguardado y custodiado en el Museo de Cerámica, por Manuel González Martí. Las obras se habían salvado y continuaba la historia con Ricardo Verde, Francisco Lozano, Juan Bautista Porcar, y con escultores que llegan hasta Ricardo Boix, José Esteve Edo y Nassio Bayarri.
Allí estuvo situado hasta mediados de 2003, en que se traslada a esta nueva sede, de la calle Cadirers, 5, que perteneció a José Ruiz de Lihory, Barón de Alcahalí y autor del Diccionario Bibliográfico de Artistas Valencianos publicado en 1897. Un palacio gótico del siglo XV, cuya escalera arranca con una columnilla entorchada y un antepecho con un ángel, y que ha sido atribuida a Pere Compte, artífice de la Lonja. También habitó este palacete a partir de 1909 las Hermanas de la Doctrina Cristiana que lo emplearon como Colegio de la Sagrada Familia.
Durante más de un siglo de existencia, ha dinamizado con sus actividades expositivas, certámenes, publicaciones, conferencias, recitales, cursos de dibujo y pintura y audiciones musicales de la vida cultural y artística valenciana . 
El Círculo de Bellas Artes quiere dar un enfoque renovado a su tradicional apoyo a la Cultura Valenciana, abriéndose a todas las manifestaciones artísticas, para ofrecer a Valencia las distintas maneras de crear, no sólo plásticas, sino procurando mantener la música, la literatura, la arquitectura y todo aquello que surja del inquieto espíritu de los que amamos todas las artes y el pensamiento, así como dar cabida a toda la sociedad actual, desde los más jóvenes a los más consagrados artistas valencianos que ya forman parte de la entidad.
Las dificultades económicas producidas por el gran gasto de adquirir y mantener la nueva sede puso en peligro la existencia misma del Círculo, que tuvo finalmente que vender el edificio, pasando a instalarse provisionalmente en locales del Convento del Carmen.
Finalmente la demanda de la Generalidad Valenciana para que se devolviera el dinero de la subvención concedida para la reforma del palacete adquirido como sede llevó al Círculo a su disolución a finales de 2019. Su colección artística se ofreció como modo de pago, y sus libros y documentos fueron ofrecidos a la Real Academia de Bellas Artes de San Carlos.